# In loco parentis

In loco parentis (lat. « à la place d'un parent ») est un principe de droit utilisé spécialement dans les pays de common law. Il se réfère à la responsabilité légale d'une personne ou d'une organisation à prendre certaines des fonctions et responsabilités d'un parent. Dérivé de la common law anglaise, il est appliqué en deux zones distinctes de la loi.
Premièrement, elle permet aux institutions comme les collèges et les écoles à agir dans le meilleur intérêt des élèves comme ils l'entendent, mais ne leur permet pas d'agir selon ce qui serait considéré comme des violations des libertés civiles des étudiants.
Deuxièmement, cette doctrine peut accorder à un parent social les droits et les responsabilités d'un parent de naissance si ce parent s'est comporté lui-même comme un parent.
La doctrine in loco parentis est distincte de la doctrine parens patriae, de la doctrine du parent psychologique et de l'adoption. Aux États-Unis, la doctrine de la liberté parentale impose des contraintes sur le fonctionnement de la doctrine in loco parentis.

## En droit québécois
En droit québécois, d'après l'arrêt V.A. c. S.F., les conjoints de fait ne peuvent pas à l'heure actuelle bénéficier du statut in loco parentis, car cette notion provient de Loi sur le divorce et s'applique seulement aux couples ayant été mariés.
Dans les provinces de common law, la décision Chartier c. Chartier est l'arrêt de principe de la Cour suprême du Canada sur le statut juridique in loco parentis.